# Disperis monophylla
Disperis monophylla är en orkidéart som beskrevs av Ethelbert Blatter och Cecil Ernest Claude Fischer. Disperis monophylla ingår i släktet Disperis och familjen orkidéer. Inga underarter finns listade i Catalogue of Life.